# Vulkanizem Nove Zelandije
Vulkanizem Nove Zelandije je bil odgovoren za številne geografske značilnosti države, zlasti na Severnem otoku in obrobnih otokih države.
Medtem ko vulkanizem v deželi izvira iz časa, preden se je mikrocelina Zelandija odcepila od Gondvane pred 60–130 milijoni let, se dejavnost nadaljuje še danes z manjšimi izbruhi, ki se pojavljajo vsakih nekaj let. Ta nedavna dejavnost je predvsem posledica položaja države na meji med Indo-avstralsko in Pacifiško ploščo, ki je del Pacifiškega ognjenega obroča, in zlasti subdukcije Pacifiške plošče pod Indo-avstralsko ploščo.
Na kamninah Nove Zelandije so zabeleženi primeri skoraj vseh vrst vulkanizma, ki so jih opazili na Zemlji, vključno z nekaterimi največjimi svetovnimi izbruhi v geološko novejšem času.
Noben od vulkanov na Južnem otoku ni aktiven.

## Večji izbruhi
Nova Zelandija je bila v zadnjih dveh milijonih let prizorišče številnih velikih eksplozivnih izbruhov, vključno z več izbruhi velikosti supervulkana. Ti vključujejo izbruhe z otoka Macauley in kaldere Taupō, Whakamaru, Mangakino, Reporoa, Rotorua in Haroharo.
Dva relativno nedavna izbruha vulkana Taupō sta morda najbolj znana. Njegov izbruh Oruanui je bil največji znani izbruh na svetu v zadnjih 70.000 letih z indeksom vulkanske eksplozivnosti (VEI) 8. Zgodil se je pred približno 26.500 leti in je odložil približno 1200 km³ materiala. Tefra je zaradi izbruha prekrila velik del osrednjega Severnega otoka z ignimbritom do 200 metrov globoko, večino Nove Zelandije pa je prizadel pepel, pri čemer je na Chathamskih otokih, 1000 km stran, ostala celo 18 cm plast pepela. Kasnejša erozija in sedimentacija sta imeli dolgotrajne učinke na pokrajino, zaradi česar se je reka Waikato premaknila iz nižin Hauraki v svojo sedanjo smer skozi Waikato v Tasmanovo morje. Največje novozelandsko jezero, jezero Taupō, zapolnjuje kaldero, ki je nastala v tem izbruhu.
Najnovejši večji izbruh Taupōja ali izbruh Hatepeja, se je zgodil okoli leta 232 n. št. in je največji izbruh na Novi Zelandiji po Oruanuiju. Izvrgel je približno 120 km³ materiala (ocena 7 na lestvici VEI), približno 30 km³ je bilo izvrženih v samo nekaj minutah. Domneva se, da je bil izbruhni steber visok 50 kilometrov, kar je dvakrat več kot izbruh z gore Sv. Helene leta 1980. Zaradi tega je eden najsilovitejših izbruhov v zadnjih 5000 letih (poleg izbruha Tianchi Baekdu okoli leta 1000 in izbruh Tambore leta 1815). Nastali pepel je nebo nad Rimom in Kitajsko obarval rdeče.
Izbruh gore Tarawera okoli leta 1310 n. št., čeprav ni bil tako velik, je bil še vedno precejšen, saj je proizvedel 2,5 km³ lave in 5 km³ tefre (VEI 5). Ker so bila njegova nahajališča, ki se raztezajo od Gisborna do Bay of Islands, približno v času, ko so Maori za stalno naselili Novo Zelandijo, so zagotovila uporaben arheološki označevalec. Tarawera je ponovno izbruhnila 10. junija 1886, bruhala pepel in ostanke na 16.000 km², uničila Rožnate in Bele terase ter tri vasi, vključno s Te Wairoa, ter terjala življenja morda 120 ljudi. Izbruhnilo je približno 2 km³ tefre (VEI 5).

## Nevarnosti
Poleg neposrednih učinkov eksplozij, lave in piroklastičnih tokov vulkani predstavljajo različne nevarnosti za prebivalstvo Nove Zelandije. Ti vključujejo cunamije, izbruhe poplav in laharje iz vulkansko zajezenih jezer, padavine pepela in druge učinke oddaljenega polja.
Na primer, katastrofa Tangiwai se je zgodila 24. decembra 1953, ko se je železniški most Tangiwai čez reko Whangaehu zrušil iz laharja v polni poplavi, tik preden ga je nameraval prečkati hitri vlak. Vlak se ni mogel pravočasno ustaviti in 151 ljudi je umrlo. To je povzročil izbruh Ruapehuja leta 1945, ki je izpraznil kratersko jezero in zajezil iztok s tefro.
Do izbruha stratovulkana Whakaari / White Island je prišlo 8. decembra 2019, ko je bila na otoku skupina 47 obiskovalcev. Dvaindvajset ljudi je umrlo, bodisi v eksploziji bodisi zaradi poškodb, vključno z dvema, katerih trupla niso nikoli našli in sta bila pozneje razglašena za mrtva. Nadaljnjih 25 ljudi je utrpelo poškodbe, večina jih je potrebovala intenzivno nego zaradi hudih opeklin.
Učinki so lahko zelo razširjeni tudi pri izbruhih zmerne velikosti. Prameni pepela zaradi izbruha Ruapehuja leta 1996 so povzročili zaprtje enajstih letališč, vključno z mednarodnim letališčem Auckland.
Zavarovanje proti vulkanski škodi (skupaj z drugimi naravnimi nesrečami) zagotavlja državna komisija za potrese.

## Kulturne posledice
Maori so imeli veliko mitov in legend o vulkanskih gorah v deželi. Morda najbolj znana zadeva relativne lokacije Taranaki, Tongariro in Pihanga. Velja, da sta oba prvoimenovana vulkana tekmovala za ljubezen prelepe Pihange in po uspehu Tongariroja se je poraženi Taranaki preselil na svojo samotno lokacijo blizu New Plymoutha.
Druga legenda pripoveduje o podvigih Ngātoro-i-rangija, tohunga (duhovnika), ki je prispel iz domovine prednikov Māori, Hawaiki, na Arawa waka (kanu). Ko je potoval v notranjost in nato z jezera Taupō pogledal proti jugu, se je odločil povzpeti na gore, ki jih je tam videl. Dosegel je in se začel vzpenjati na prvo goro skupaj s svojim sužnjem Ngāuruhoejem, ki je potoval z njim, in goro poimenoval Tongariro (ime dobesedno pomeni 'pogled proti jugu'), nakar ju je premagal snežni metež, ki ga je prenašal mraz južni veter. Blizu smrti je Ngātoro-i-rangi poklical nazaj svoji sestri, Kuiwai in Haungaroa, ki sta prav tako prišli s Hawaikija, vendar sta ostali na Whakaari / Belem otoku, da mu pošljeta sveti ogenj, ki sta ga prinesli s Hawaika. To so storili in poslali ogenj v obliki dveh taniwha (močnih duhov), imenovanih Te Pupu in Te Haeata, skozi podzemni prehod na vrh Tongariro. Sledi teh dveh taniwha so oblikovale linijo geotermalnega ognja, ki se razteza od Tihega oceana in pod vulkansko cono Taupō ter je vidna v številnih vulkanih in vročih vrelcih, ki segajo od Whakaarija do Tokaanuja in do masiva Tongariro. Ogenj je prišel ravno pravi čas, da je Ngātoro-i-rangija rešil pred zmrzovanjem do smrti, vendar je Ngāuruhoe že umrl, ko se je Ngātoro-i-rangi obrnil, da bi mu dal ogenj. Zaradi tega se luknja, skozi katero se je dvignil ogenj, aktivni stožec Tongariro, zdaj imenuje Ngauruhoe.
Izbruhi na Severnem otoku, kot je izbruh Kaharoa na gori Tarawera leta 1314, so bili uporabljeni za pomoč pri določanju približnega datuma prihoda zgodnjih polinezijskih kolonistov do okoli leta 1280. Fosilizirani odtisi stopal morda druge ali tretje generacije polinezijskih kolonistov so našli v vulkanskem pepelu na otokih v zalivu Hauraki.

## Vulkanska območja
Medtem ko so po večini Nove Zelandije ostanki vulkanske dejavnosti, je na več območjih bolj očitna in ponekod se dejavnost nadaljuje. Od Taranakijeve zadnje dejavnosti leta 1854 so bili vsi izbruhi v vulkanski coni Taupō ali v Kermadec Arc.

### Kermadec Arc
Otoki Kermadec so aktivni vulkanski otoški lok, ki se razteza proti severovzhodu od Severnega otoka Nove Zelandije proti Tongi. Medtem ko je le nekaj vulkanov v loku dovolj visokih, da tvorijo otoke, vključuje približno 30 velikih podmorskih vulkanov, od katerih jih je veliko v podvodnih gorah grebena South Kermadec na novozelandskem koncu verige. Največji otok, otok Raoul, je povzročil velik izbruh pred približno 2200 leti z VEI 6. Njegova dejavnost se od takrat občasno nadaljuje, njegov zadnji izbruh pa se je zgodil leta 2006.

### Northland
Regija Northland vsebuje dve nedavno aktivni vulkanski polji, eno je osredotočeno na Whangarei, drugo pa je vulkansko polje Kaikohe-Bay of Islands. Najnovejša dejavnost v polju Kaikohe-Bay of Islands, pred približno 1300 do 1800 leti, je ustvarila štiri stožce v Te Puke (blizu Paihie).
Prej, v miocenu, je večinoma andezitni vulkanski lok potekal skozi Severno ozemlje in sosednje regije (vključno z grebenom Treh kraljev in severnim Koromandskim polotokom), pri čemer sta bila zahodni in vzhodni pas aktivna pred 25 do 15 milijoni let oziroma pred 23–11 milijoni let. Čeprav je to povzročilo znatne vulkanske tvorbe, vključno z največjim znanim stratovulkanom na Novi Zelandiji, vulkanom Waitakere, je bila večina teh erodiranih, zasutih ali potopljenih, zlasti na zahodu, kjer se vrsta vulkanov, zasutih na morju, razteza proti jugu skoraj do New Plymouth. To se imenuje vulkanski pas Northland-Mohakatino. Ostanki teh dveh starodavnih vulkanskih pasov so še vedno izpostavljeni na številnih mestih, vključno z Whangarei Heads, Hen in Chickens Islands, okoli pristanišča Whangaroa, gozda Waipoua in gorovja Waitākere.

### Aucklandsko vulkansko polje
Bazaltno Aucklandsko vulkansko polje je monogenetsko vulkansko polje, ki leži pod večjim delom metropolitanskega območja Aucklanda. Številni zračniki polja so ustvarili raznoliko paleto eksplozivnih kraterjev, stožcev in tokov lave. Največji in najnovejši je Rangitoto v zalivu Hauraki, ki je zadnjič izbruhnil pred 600–700 leti. Polje, ki trenutno miruje, bo verjetno znova izbruhnilo v naslednjih »sto do tisočih letih« (na podlagi preteklih dogodkov), kar je kratek časovni okvir v geološkem smislu. Prebivalci Aucklanda pa se soočajo z večjo nevarnostjo zaradi vulkanov južneje.
Verjame se, da so vulkani v Aucklandu najnovejši produkt nenavadnega vira magme, povezanega z lokalno tektoniko, ki ni klasična vroča točka, saj so prejšnja vulkanska polja na jugu, nasprotno pričakovano od premikanja avstralske plošče nad stacionarnim plaščnim oblakom vir.

### Vulkanska cona Coromandel
Izumrla vulkanska cona Coromandel (CVZ) je bil vulkanski lok, ki se je raztezal od otoka Great Barrier na severu, preko polotoka Coromandel, do Taurange in južnega pogorja Kaimai na jugu. Dejavnost se je začela na severu pred približno 18 milijoni let in je bila predvsem andezitna do pred približno 9–10 milijoni let, ko se je spremenila v bimodalni bazaltni/riolitski vzorec. Eruptivni centri so se postopoma preselili proti jugu, kjer so prešli v zgodnjo aktivnost v vulkanski coni Taupō. Kasnejša dejavnost v CVZ in njenem stiku z vulkansko cono Taupō je zakrita s poznejšimi dogodki in ni popolnoma razumljena, vendar se je nadaljevala na jugu do pred morda 1,5 milijona let v vulkanskem središču Tauranga. Skupaj z izumrlim podmorskim grebenom Colville je CVZ oblikoval predhodnik sodobne vulkanske cone Taupō in grebena Kermadec.

### Mayor Island / Tūhua
Mayor Island / Tūhua je peralkalni ščitni vulkan s kaldero, ki je delno nastala v velikem izbruhu pred približno 7000 leti. Izkazalo se je v številnih eruptivnih slogih in njegov zadnji izbruh se je morda zgodil pred samo 500–1000 leti. [34] Maorsko ime otoka, Tuhua, se nanaša na obsidian, ki so ga našli na otoku in je cenjen zaradi ostrega rezila.

### Vulkanska cona Taupō
Približno 350 kilometrov dolgo in 50 kilometrov široko vulkansko območje Taupō (TVZ) je najbolj produktivno območje nedavne kremenčeve vulkanske aktivnosti na svetu [35] z največjo koncentracijo mladih riolitskih vulkanov. [36]. Gora Ruapehu označuje njegov jugozahodni konec in se nadaljuje skozi Ngauruhoe, Tongariro, jezero Taupō, kaldere Whakamaru, Mangakino, Maroa, Reporoa in Rotorua, vulkanski kompleks Okataina (vključno z goro Tarawera) in 85 kilometrov onkraj Whakaarija / Belega otoka do podmorskega Whakatāne Seamount. TVZ vsebuje tudi številne manjše vulkane, skupaj z gejzirji in geotermalnimi območji. Vulkanski izbruhi so se tukaj začeli pred približno dvema milijonoma let, kremenčevi izbruhi pa so se začeli pred približno 1,55 milijona let, ko se je dejavnost premaknila jugovzhodno od vulkanske cone Coromandel.

### Taranaki
Vulkanizem v regiji Taranaki se je v zadnjih dveh milijonih let preselil proti jugovzhodu. Začetek na otokih Sugar Loaf, blizu New Plymoutha, se je dejavnost nato preusmerila na Kaitake (pred 580.000 leti) in Pouakai (pred 230.000 leti), preden je nastal velik stratovulkan, imenovan Mount Taranaki (prejšnje ime Mount Egmont), ki je zadnjič izbruhnil leta 1854, in njegov satelitski zračnik, Fanthams Peak. Ta selitev proti jugovzhodu je nadaljevanje 25 milijonov letne dejavnosti vulkanskega pasu Northland-Mohakatino, ki se razteza predvsem pod sedanjim Tasmanovim morjem od zahoda Northlanda do gore Taranaki.

### Chathamski otoki
Višji deli Chathamskih otokov so oblikovani iz vulkanske kamnine, stare do 81 milijonov let, čeprav tokovi lave na severni obali otoka Chatham segajo le približno pet milijonov let nazaj.

### Polotok Banks
Polotok Banks obsega erodirane ostanke dveh velikih stratovulkanov, Lytteltona, ki je nastal prvi, in Akaroa. Ti so nastali zaradi vulkanizma znotraj plošče skozi celinsko skorjo pred približno enajstimi do osmimi milijoni let (miocen). Polotok je nastal kot obalni otok, vulkani pa segajo do približno 1500 m nadmorske višine. Dva prevladujoča kraterja sta bila erodirana, nato pa poplavljena, da sta nastali pristanišči Lyttelton in Akaroa. Del roba kraterja, ki leži med pristaniščem Lyttelton in mestom Christchurch, tvori Port Hills.

### Oamaru
Majhni subalkalni bazaltni do bazaltno-andezitni Surtseyan vulkani na potopljenem epikontinentalnem pasu so tvorili tisto, kar se je v zgodovini imenovalo vulkanska skupina Waiareka-Deborah in se zdaj imenuje vulkansko polje Waiareka-Deborah na območju okoli Oamaru pred približno 35 do 30 milijoni let. Monogenetsko vulkansko polje bolj alkalne sestave eruptivov, z močnejšimi površinskimi značilnostmi, saj so mlajši, se razteza severno od Dunedina in prekriva južno vulkansko polje Waiareka-Deborah, in za te vulkane je zdaj značilno, da so del vulkanske skupine Dunedin.

### Južne Alpe
Alpski dajk Swarm vulkanske intuzije se je zgodil pred približno 25 milijoni let in je blizu jezera Wānaka v Južnih Alpah.

### Dunedin
Vulkan Dunedin, ki je nastal v miocenu, z začetkom bazaltnih izbruhov na polotoku Otago, je največji vulkan v veliki vulkanski skupini Dunedin. Nastale so velike osrednje ventilacijske strukture in nato velike kupole, pri čemer je morska voda eksplozivno vplivala na izbruh podmorske magme.

### Solanderjevi otoki
Solanderjevi otoki, majhna veriga nenaseljenih otočkov blizu zahodnega konca Foveauxovega preliva, so nastajajoči deli velikega ugaslega andezitnega vulkana, ki je zadnjič izbruhnil pred približno 50.000 do 150.000 leti. Povzročila ga je subdukcija Avstralske plošče pod Pacifiško ploščo, zato je edini vulkan, povezan s to subdukcijsko cono, ki štrli nad morjem.

### Subantarktični otoki
Večina močno ločenih subantarktičnih otokov Nove Zelandije je predvsem vulkanskega izvora, vključno z otokom Auckland, otokom Campbell / Motu Ihupuku in otokom Antipodes. To so večinoma miocenski vulkani znotraj plošče, katerih starost se zmanjšuje proti severovzhodu, čeprav je bil otok Antipodi morda aktiven v zadnjih 20.000 letih.

## Starejši vulkanizem
Starejše ostanke vulkanizma najdemo na več mestih po Novi Zelandiji. Ti so na splošno nastali bodisi, ko je Nova Zelandija še tvorila del superkontinenta Gondvana, bodisi ko se je Zelandija odcepila od preostale Gondvane, čeprav so bili nekateri nedavno umeščeni v svoje sedanje okolje. (Nova Zelandija je glavni del potopljene mikroceline Zelandije, ki se trenutno dviga nad morjem.)
Pas granitnih vdorov, ki pokriva več kot 10.000 km², Median Batholith, se razteza od Stewartovega otoka / Rakiura skozi Fiordland in ponovno skozi Zahodno obalo in Nelson po prekinitvi Alpske prelomnice. To je nastalo med 375 in 105 milijoni let med vulkanizmom, povezanim s subdukcijo, v dolgi gorski verigi vzdolž obale Gondvane, ki je nekoliko podobna današnjim Andom. Še dva batolita, Karamea-Paparoa in Hohonu, najdemo na zahodni obali.
Tokovi bazaltne lave, nasipi in tuf iz razpoklinskih izbruhov pred 100 milijoni do 66 milijoni let, med ločitvijo Zelandije od Gondvane, so najdeni v Marlboroughu, na Zahodni obali in na morju še zahodneje. Ultramafične vdore najdemo v Marlboroughu in severnem Canterburyju, vključno z vrhom Tapuae-o-Uenuku, najvišje gore v državi izven Južnih Alp / Kā Tiritiri o te Moana. Vulkani Mount Somers, ki so izbruhnili pred 100 do 80 milijoni let, segajo do polotoka Banks, vendar so tam večinoma zakopani zaradi novejšega vulkanizma.
Riolitični ignimbrit in usedline tufa, najdene v Otagu na Shag Pointu / Matakaea in v gorovju Kakanui, ki so bile prvotno datirane v razponu od 107 do 101 milijona let nazaj, so zdaj datirane v 112 ± 0,2 milijona let in tako verjetno izvirajo iz velikega posameznega dogodka.<ref name="Tulloch2009">Tulloch, AJ; Ramezani, J; Mortimer, N; Mortensen; J; van den Bogaard, P; Maas, R (2009). »Cretaceous felsic volcanism in New Zealand and Lord Howe Rise (Zealandia) as a precursor to final Gondwana break-up«. Geological Society, London, Special Publications. 321 (1): 89–118. Bibcode:2009GSLSP.321...89T. doi:10.1144/SP321.5. S2CID 128898123.</ref
Planota Hikurangi je oceanska planota na pacifiški plošči, ki se je priključila Chathamskemu grebenu, potem ko je bila delno subdukcijska pod njim, in se zdaj subducira pod Severni otok. Verjetno je nastala v enem največjih vulkanskih izbruhov na svetu, večjem dogodku Ontong Java.
Ofioliti, vulkanske usedline z oceanskega dna, so bili vključeni v celinsko podlago Nove Zelandije v ofiolitnem pasu Dun Mountain, ki ga najdemo na obeh koncih Južnega otoka in v Northlandu.